# Cladosporium brassicae
Cladosporium brassicae är en svampart som först beskrevs av Ellis & Barthol., och fick sitt nu gällande namn av M.B. Ellis 1976. Cladosporium brassicae ingår i släktet Cladosporium och familjen Davidiellaceae.   Inga underarter finns listade i Catalogue of Life.